# Teramo (provincie)
De provincie Teramo ligt in het noordelijke deel van de centraal Italiaanse regio Abruzzo. In het noorden grenst Teramo met de provincie Ascoli-Piceno (Marche), in het westen met L'Aquila en in het zuiden met de provincie Pescara.

## Territorium

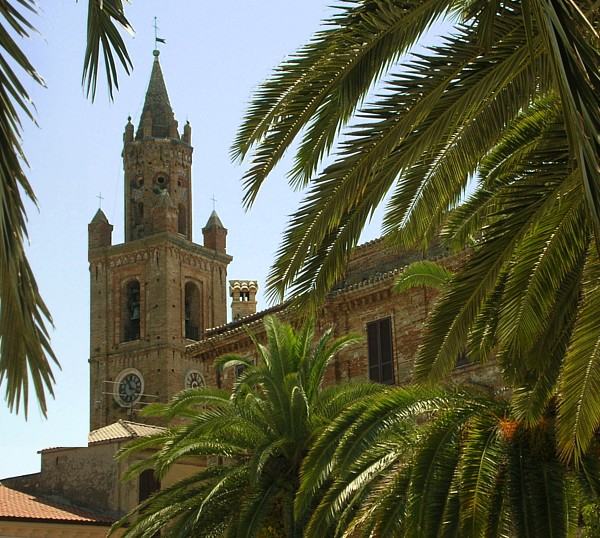
Corropoli

Op de grens met de provincie l'Aquila ligt de hoogste berg van de Apennijnen. De top van de Gran Sasso d'Italia, de 2912 meter hoge Corno Grande behoort geheel aan Teramo toe. Op de berg ontspringt de rivier de Vomano die 75 kilometer verder bij Scerne de Adriatische Zee instroomt. Het land tussen de hoge gebergten van Gran Sasso, Laga en Fiori is heuvelachtig en hier en daar sterk geërodeerd. Dit is het sterkst te zien in de omgeving van Atri. De Adriatische kust is makkelijk te bereiken, hier geen steile rotsen. De badplaatsen hebben afwisselend zand- en kiezelstranden.

## Bezienswaardigheden
De provinciehoofdstad Teramo heeft een bescheiden centrum met een aantal interessante gebouwen. Zoals in bijna alle Italiaanse steden is ook hier de kathedraal het pronkstuk. In de stad zijn ook nog de resten van een Romeins theater te zien. Prati di Tivo is de plaats die aan de noordflank van de Gran Sasso ligt. In de winter is het een belangrijk wintersportgebied, in de zomer uitgangspunt voor veel wandelingen in de omgeving. Het nog ongerepte gebergte van de Montagna dei Fiori is moeilijk te bereiken. De rivier de Salinello heeft hier een indrukwekkende kloof uitgesleten. Net ten oosten van het gebergte ligt Civitella del Tronto met haar indrukwekkende vestingswerk. De belangrijkste bladplaatsen zijn Giulianova, Roseto degli Abruzzi en Pineto. Niet ver van Pineto ligt het kunststadje Atri, net buiten de plaats zijn de beroemde calanchi te zien, dit is tevens een beschermd natuurgebied.

## Belangrijke plaatsen
- Teramo (52.327 inw.)
- Roseto degli Abruzzi (21.692 inw.)
- Giulianova (21.370 inw.)
- Atri (11.400 inw.)

## Belangrijkste bergmassieven
- Gran Sasso

Onder de Corno Grande (2912 meter) ligt de zuidelijkste gletsjer van Europa; de Ghiacciaio di Caldarone. De kleine ijstong is 400 meter lang en maximaal 250 meter breed. Zoals vele gletsjers in Europa smelt helaas ook deze snel af. Ten oosten van de top ligt de belangrijke wandelpas Vado di Corno (1924 m.) waarna het gebergte zich weer verheft tot de meer dan 2500 meter hoge toppen van de Monte Prena en Monte Camicia. Samen met het Lagagebergte vormt het massief het Nationaal Park Gran Sasso e Monti della Laga.
- Lagagebergte

Dit gebergte bestaat uit zandsteen en mergel. De toppen zijn wat afgeronder, de dalen diep uitgesleten. De Monti della Laga staan bekend om de vele watervallen. De hoogste top is de Monte Gorzano (2458 m.) op de grens met Lazio.
- Montagna dei Fiori

Kleinste en minst bekende massief van het gebied. Het wordt ook wel Monti Gemelli genoemd; het tweeling gebergte. De twee toppen, de Montagna dei Fiori (1814 m) e Montagna di Campli (1718 m) worden gescheiden door een diepe kloof die is uitgesleten door de rivier de Salinello. Nabij deze kloof ligt een aantal, vrij toegankelijke prehistorische grotten. Wandelend te bereiken via Ripa.

## Foto's

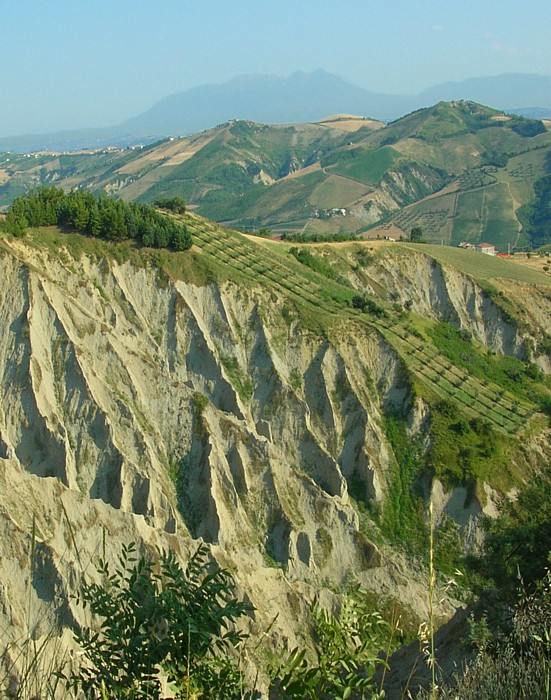
Atri

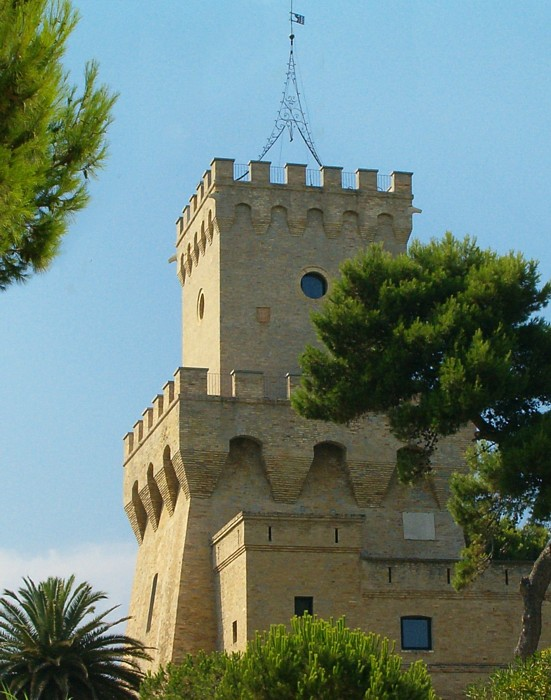
Pineto

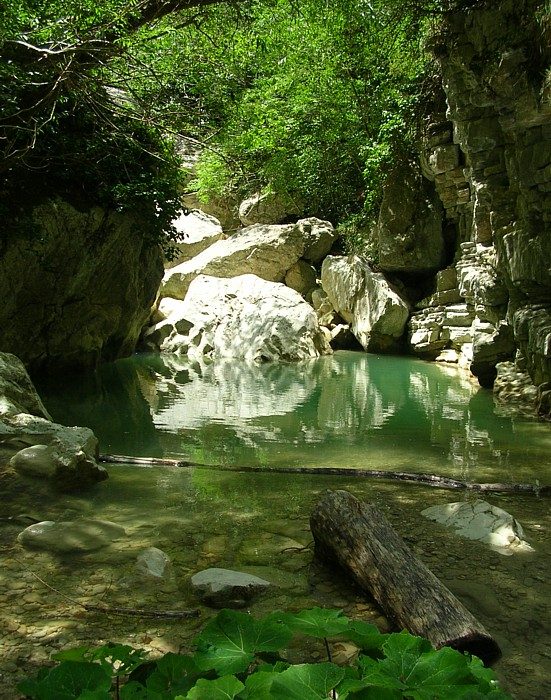
Salinellokloof

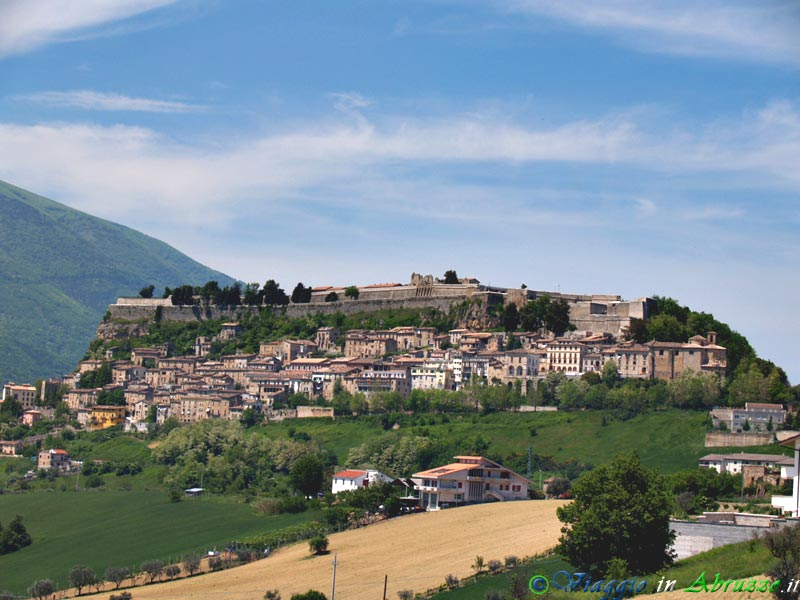
Civitella del Tronto

Chieti · L'Aquila · Pescara · Teramo